# Klementyna Czosnowska
Klementyna Czosnowska, po mężu Bykow (ur. 11 listopada 1864 w Rudzie Guzowskiej, ob. Żyrardów, zm. 23 lipca 1913 w Warszawie) – polska śpiewaczka operetkowa (sopran) i aktorka.

## Życiorys
Uczęszczała do prywatnej szkoły dramatycznej prowadzonej przez Emiliana Derynga w Warszawie. Debiutowała z zespołem szkolnym w 1879 w Lodzi. Od 1881 zatrudniona w Warszawskich Teatrach Rządowych. Grała głównie w Teatrze Małym, m.in. w Grubych rybach Michała Bałuckiego. Uczyła się śpiewu u Honoraty Majeranowskiej.
W 1887 zadebiutowała w Warszawie w repertuarze operetkowym. Zyskała uznanie publiczności. Śpiewała wiele głównych ról w operetkach, m.in. Heleny w Pięknej Helenie Jacques’a Offenbacha i Saffi w Baronie cygańskim Johanna Straussa.
W latach 1890–1891 występowała gościnnie w Krakowie, Lwowie i Łodzi. W 1892 zwolniła się z Warszawskich Teatrów Rządowych. Występowała gościnnie w wielu miastach. Od 1895 występowała w Warszawskich Teatrach Rządowych  w repertuarze operowym, m.in. śpiewała tytułową partię w Halce Moniuszki oraz Marzenki w Sprzedanej narzeczonej Bedřicha Smetany. W 1896 na gościnnych występach w Moskwie i Petersburgu, a w następnym roku w Łodzi, Krakowie, Lwowie i Odessie.
W 1898 wyszła za mąż za Rosjanina W. Bykowa. Od 1901 występowała w Warszawie, przede wszystkim w Teatrze Nowości. Otworzyła również szkołę śpiewu.
Zmarła w 1913. Jej pogrzeb odbył się 26 lipca z Kościoła Świętego Krzyża. Pochowana na cmentarzu Stare Powązki w Warszawie (kwatera Pod murem V-1-5,6). 

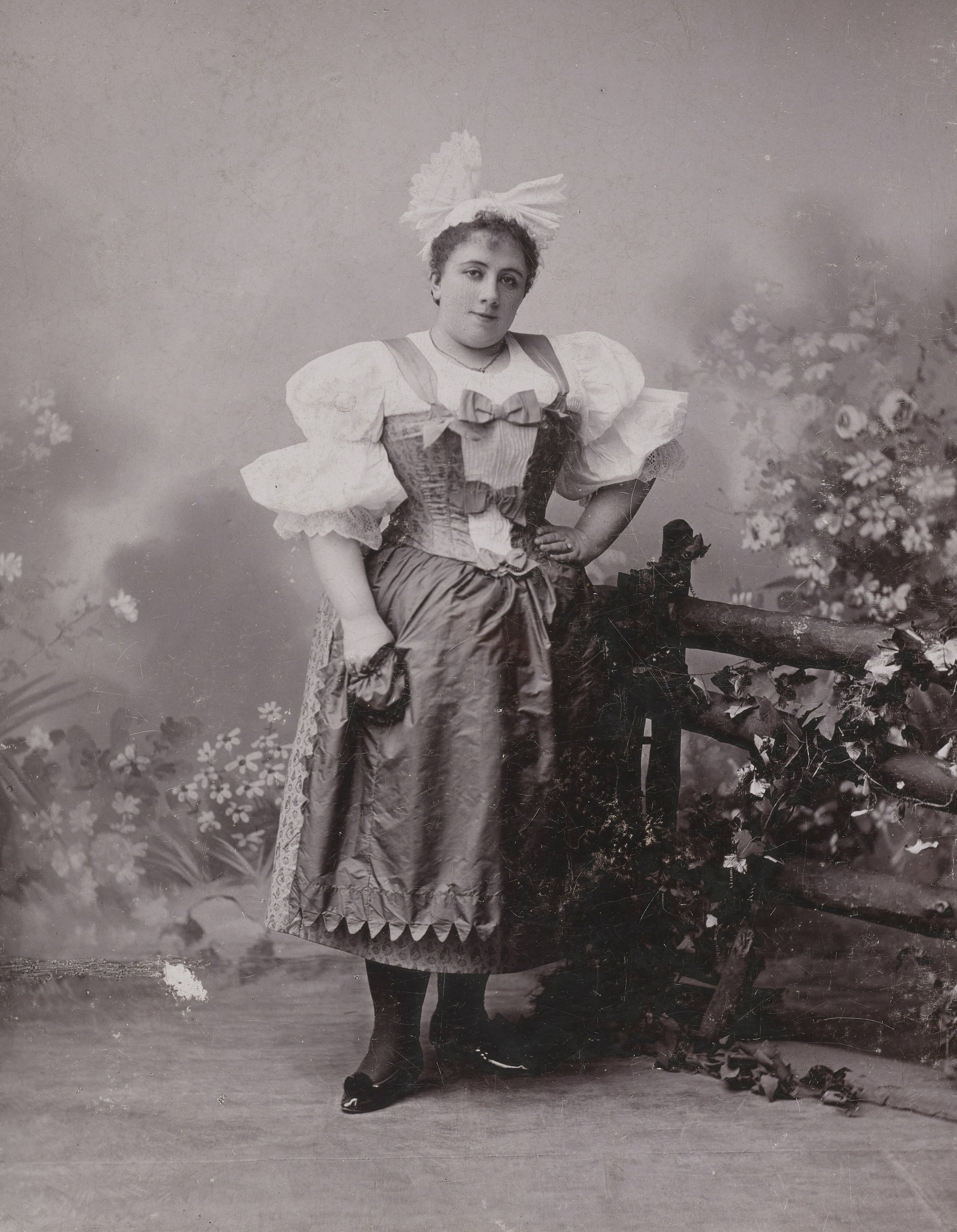
Jako Marynka w Sprzedanej narzeczonej Bedřicha Smetany
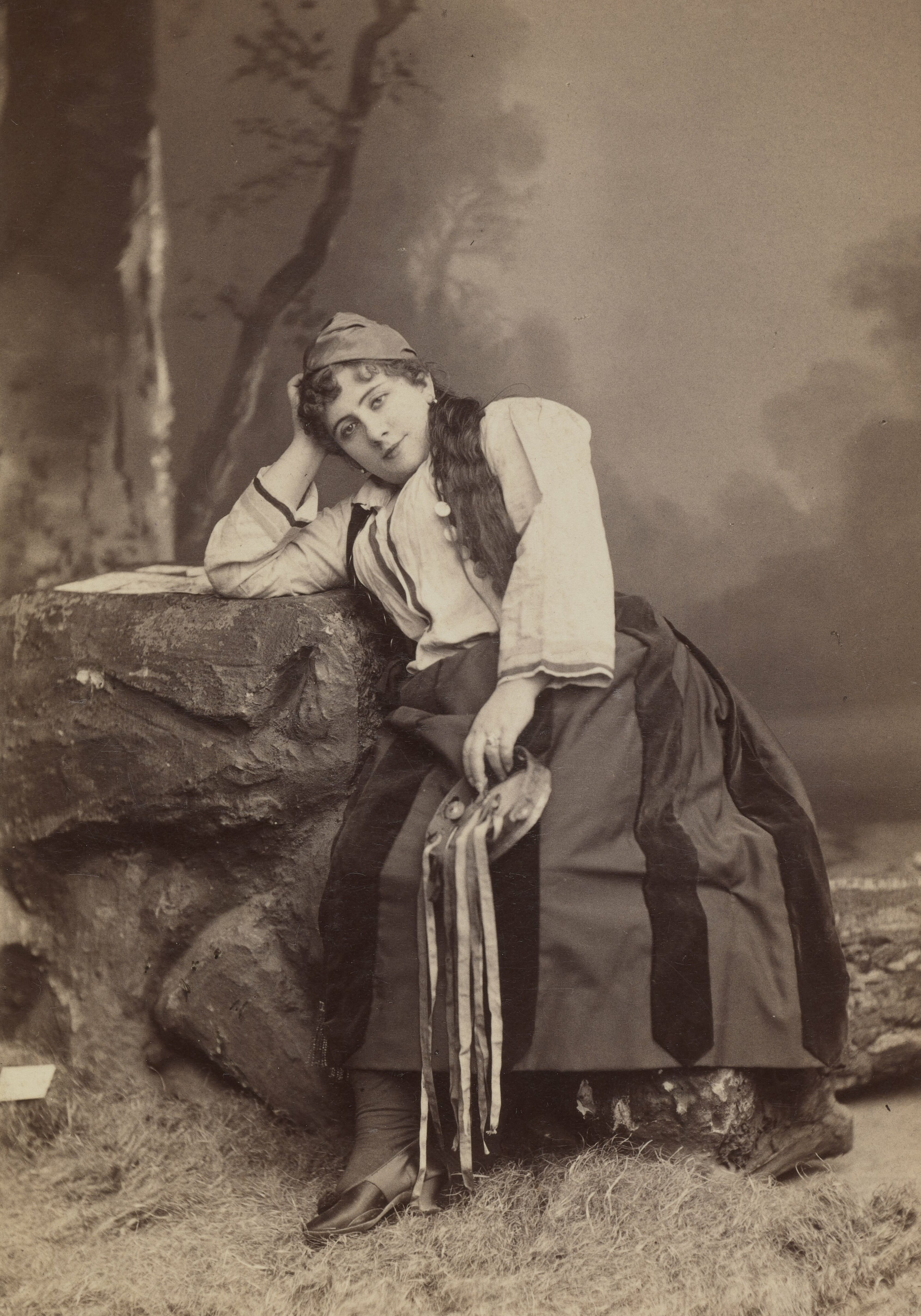
W roli Saffi w operetce Johanna Straussa Baron cygański
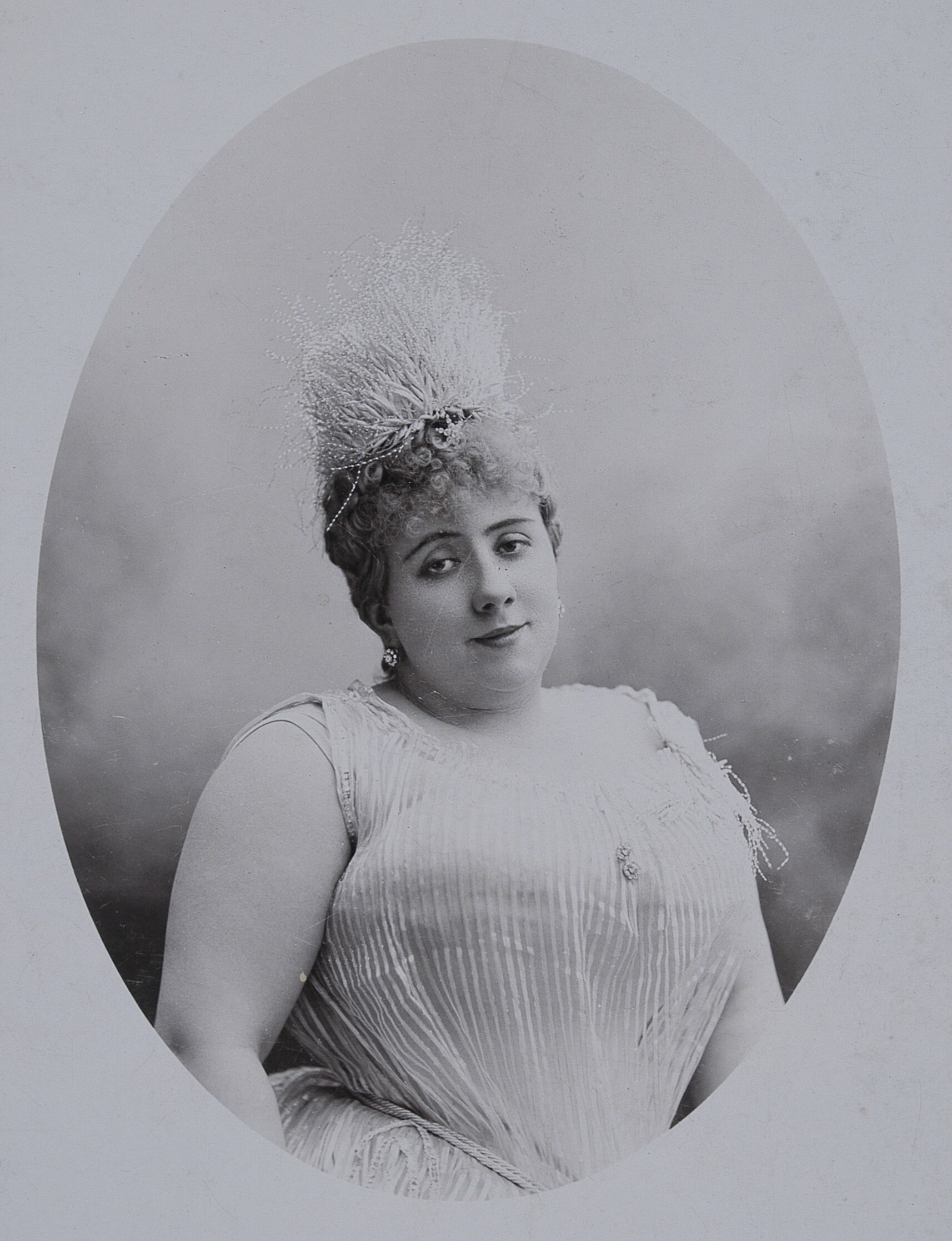
Klementyna Czosnowska w kreacji scenicznej